# دواين فوربس
دواين فوربس (بالإنجليزية: Dwayne Forbes)‏ هو لاعب كرة قدم باهاماسي، ولد في 20 يناير 1989 في باهاماس. شارك مع منتخب الباهاما لكرة القدم.

## وصلات خارجية
- دواين فوربس على موقع الاتحاد الدولي (مؤرشف)  (الإنجليزية)
- دواين فوربس على موقع قاعدة بيانات كرة القدم.إي يو (الإنجليزية)
- دواين فوربس على موقع ناشيونال فوتبول تيمز (الإنجليزية)